# أمين حسن عمر
أمين حسن عمر عبد الله (6 نوفمبر 1951 -) هو سياسي سوداني، ومستشار الرئيس السوداني السابق. 

## حياته ونشأته
ولد في 6 نوفمبر 1951 بمدينة الأبيض بغرب السودان تلقي تعليمه الجامعي بجامعة الخرطوم 1971 - 1975مدرسة العلوم السياسية. وفوق الجامعي كولومبيا ميسوري -ماجستير علوم سياسية ثم دكتوراه العلوم السياسية.

## مسيرته
- ضابط علاقات عامة في شركة خاصة[5][6][7]
- مدير لمكتب النائب العام
- مجلة ارابيا (صحفي)
- نائب رئيس تحرير - مدير تحرير (الراية)
- مدير مركز البحوث للدراسات الاجتماعية - الخرطوم
- أمين عام وزارة الثقافة والأعلام
- مستشار صحفي لرئيس الجمهورية وفي نفس الوقت رئيس مجلس إدارة.
- في عهد الإنقاذ الوطني عمل وزير دولة بوزارة الثقافة والأعلام
- رئيس مجلس الإدارة ورئيس هيئة التحرير بالدار الوطنية للأعلام
- رئيس مجلس إدارة الهيئة القومية للتلفزيون
- رئيس مجلس إدارة شركة تقانة الاتصالات
- رئيس مجلس إدارة شركة هواتف للنداء الآلي
- المدير العام للهيئة السودانية للإذاعة والتلفزيون.
- عضو الاتحاد العالمي للكتاب والمفكرين (باكستان)
- رئيس مجلس إدارة هيئة الأعمال الفكرية
- عضو اتحاد أدباء السودان (78-1981م)
- عضو اتحاد أدباء السودان (85-1989م)
- عضو اتحاد الصحفيين
- عضو ورئيس مجلس إدارة التلفزيون
- عضو مجلس الصحافة والمطبوعات (دورتان الأولى والثانية)
- عضو مجلس إدارة منظمة عربسات للأقمار الصناعية 2003-2007م
- عضو اللجنة الفنية لإعداد دستور 1998م
- عضو اللجنة القومية لإعداد دستور 1998م
- عضو الوفد الحكومي لمفاوضات الإيقاد
- عضو الفنية للدستور الانتقالي2005
- عضو اللجنة القومية للدستور الانتقالي2005
- عضو الوفد الحكومي لمقاوضات دارفور - أبوجا
- رئيس مجلس إدارة قناة الخرطوم الدولية
- رئيس مجلس إدارة مركز الإسلام والعالم المعاصر
- المدير العام للهيئة السودانية للإذاعة والتلفزيون
- ترأس الوفد الحكومى لمفاوضات دارفور بالدوحة من العام 2009 إلى العام 2011 وشغل ابان ذلك منصب وزير دولة بوزارة الثقافة والشباب والرياضة
- رئيس الوفد الحكومي لمفاوضات الدوحة مع الحركات المسلحة في دارفور.
- مستشار الرئيس السوداني السابق.

## مؤلفاته[8][9][10][11]
له مؤلفات وإصدارات سياسية وأدبية منها:
- كتاب أصول السياسات
- كتاب صراع العلمانية والإسلام في الشرق الأوسط
- كتاب أصول التفكير الإسلامي
- كتاب أصول الثقافة السودانية
- كتاب الواقعية الإسلامية مدرسة الأدب الإسلامي الملتزم
- ديوان شعر بعنوان أشجان التوحد
- ديوان شعر بعنوان محمديات

كان له برامج تلفزيوني يناقش قضايا الفقه الإسلامي يعتبر من الذين لزموا الترابي وتاثروا به، من الكوادر الشيوعية التي انضمت للحركة الإسلامية.
الآن يشغل منصب وزير الدولة برئاسة الجمهورية بالسودان